# Carmen Grez Zuloaga
María Adriana del Carmen Grez Zuloaga (Providencia, 3 de diciembre de 1929) es una exalcaldesa chilena de la comuna de  Providencia en Santiago.

## Primeros años de vida
Es hija de Luis Grez y de Edelmira Zuloaga. Nació, se educó, casó y ha vivido toda la vida en Providencia.

### Matrimonio e hija
Casada con el ingeniero agrónomo Eduardo Anrique Mujica, tuvieron una hija casada con un médico, Margarita María del Carmen, y cinco nietos.

## Vida pública
Desde joven trabajo en la Cruz Roja y desarrollo tareas en centros de madres de la comuna, así prontamente, fue nombrada secretaria comunal de Providencia.
Es una de las integrantes fundadoras de la "Fundación Paula Jaraquemada A". Dedicada a ayudar a los padres que trabajan en el cuidado de sus hijos y contando con colegios para los más vulnerables.
En 1974, fue designada delegada de la Secretaría Nacional de la Mujer y en 1981 estudió un proyecto para la creación de un consejo nacional de la familia.
Finalmente, en diciembre de 1982, asumió la alcaldía de Providencia. El 30 de agosto de 1989, renuncia a la alcaldía, para postular nuevamente a través del COREDE, organismo encargado de elegir a los alcaldes. En el intertanto, queda de forma interina, siendo posteriormente elegida alcaldesa por dicho organismo.
No le gusta que la llamen, y le cuesta decir la palabra "política", más bien se siente una persona que viene a servir y ayudar, a través, de la alcaldía.
Desde su designación en 1982, transcurrieron nueve años y medio en el cargo, hasta la postulación a la alcaldía, con la nueva ley de elecciones a las autoridades municipales en 1992, fue en un cupo independiente (la ley en ese momento impedía ir a los independientes postular sin los partidos políticos) apoyada por Renovación Nacional, resultando electa por el período de cuatro años.
Durante su gestión, manifestó públicamente: su preocupación por la falta de autonomía de las comunas, no pudiendo determinar la cantidad de personal que necesitan, tratando a todas las comunas por igual; los bajos sueldos municipales perjudica la pérdida de los mejores elementos dentro de la institución, en comparación con los ministerios de estado, que pueden asignar sueldos y contratar personal al igual que las empresas privadas, por ejemplo: el ministerio de Obras Públicas, puede contratar inspectores para revisar sus obras y las municipalidades no. Otra de sus preocupaciones es la ecología, tratando de que las obras urbanísticas (metro y vías viales) no contaminen visual ni acústicamente la comuna, tampoco dañando la naturaleza de los diversos parques y plazas. Otro asunto, que ocasionó polémica, fue la solicitud de los vecinos de retirar la exhibición revistas pornográficas en los kioscos, por no ser conveniente para niños, jóvenes e incluso adultos que estuvieran mirando estas tapas de revistas, a lo que accedió, ya que "los kioscos son municipales, y había que cuidar y defender los valores morales". Puesto, que: "el objetivo de la municipalidad es el bien común de los habitantes de su área territorial y dentro de ese bien común, también está la moral y las buenas costumbres", concluyó.

## Historial electoral

### Elecciones municipales de 1992
- Elecciones Municipales de 1992, para Providencia[6] (Se han incluido solo los candidatos electos).